# Vicente José Mompó Aledo
Vicente José Mompó Aledo   (Gavarda, 13 de juny de 1981) és un polític valencià, alcalde de Gavarda des de juny de 2011, president del Partit Popular (PP) de la província de València des de 2020 i president de la Diputació de València des de juliol de 2023.

## Biografia
Es va llicenciar en Ciències de l'Activitat Física i l'Esport per la Universitat de València l'any 2005. Posteriorment, s’inicià en el món de l’empresa com a gerent de l’empresa Gestió Serveis Mompó Aledo SL, la qual va crear en 2014, i es dedicà a gestionar contractes d'activitats esportives.

## Trajectòria
En la seua faceta política, Vicente Mompó ostenta l'alcaldia de Gavarda des de l'any 2011. L’any 2019 va ser nomenat diputat provincial de València pel partit judicial de Xàtiva. Posteriorment, va ser nomenat portaveu del grup PP i líder de l'oposició a la Diputació de València. A més, des del 15 de juliol de l'any 2020, és nomenat president del PP de la província de València. En la XII legislatura de la Comunitat Valenciana, entra com a diputat en les Corts Valencianes després de les eleccions del 28 de maig.

### Presidència de la Diputació de València
En la sessió d’investidura de la Diputació de València, celebrada el 14 de juliol de 2023, Mompó és elegit en la segona votació com a president de la Diputació de València amb 15 vots (13 del Partit Popular i 2 de Vox), gràcies al fet que Natàlia Enguix Martínez, candidata del partit Ens Uneix, es va votar a ella mateixa i no va rebre el suport de la resta de l'oposició.